# 섭리
섭리(攝理, 영어: divine providence)는 기독교에서 세상과 우주 만물을 다스리는 신의 뜻을 말한다.
고대의 여러 종교는 자연이나 우주의 운행이 맹목적인 운명에 기인한다고 생각했으나, 기독교에서는 신의 자유로운 의지에 의한 것이라고 믿었다. 창조주인 신이 피조물을 구제하기 위한 영원한 계획을 정하고, 만물은 모두 이 계획에 의해 질서지어지며 또 지배되는 것으로 믿어지고 있다.
섭리에는 신의 예견(豫見)과 미리 설정된 배려(配慮)라는 두 가지 요소가 포함되어 있다. 인간은 하느님의 구제 계획에 참여하여 신의 영광을 나타내는 자유가 허용되어 있는 점에서, '구제예정설(救濟豫定說)'(사람이 구제되는 것은 사람의 의지·능력에 의해서가 아니라 신의 은혜에 의한다는 설)과는 다르다.
계몽주의 이후에 있어서는 이신론(理神論)이 기계론적인 입장에서 섭리를 부정하고, 역사주의가 인류의 무한한 진보 입장에서 이를 부정했다. 바르트는 섭리란 이 세계에 있어서 신의 현재의 의미라고 말하고, 어구적(語句的)으로는 죄의 구제와 직접 연결시키지 않고 그리스도를 통한 신의 화해 활동을 은혜라고 불러 섭리와 구별하고 있다.

## 어원
이 단어는 라틴어 프로비데티아(providentia) 즉 "예견, 사려"인데 접두어 pro(ahead, 앞서, 미리)와 동사 videre(to see, 보다)의 합성어이다. 즉 앞서 보다라는 의미이다. 이 단어는 하나님의 속성으로 미래에 대한 지식이나 전지성에 사용된다.

## 청교도와 섭리교리
청교도들에게 있어 이 세상의 고난은 천상의 승리의 약속과 함께 주어진 하나님의 섭리에서 온 결과로 보았다. 즉, 하나님의 섭리는 고난에 대한 최고의 유효한 통치적 원인이 되는 것으로 보았다.(17세기 뉴잉글랜드의 지성 39쪽)

## 참고
1. ↑  창세기 22장 14절
2. ↑  마태복음 6장28-30

## 같이 보기
- 섭리주의
- 하나님의 의지
- 하나님의 뜻
- 예정
- 진리
- 도리
- 논리